# Flügelnuss (Botanik)
Als Samara oder Flügelnuss werden geflügelte, ein- oder auch mehrsamige und nussartige (Achäne oder Nüsschen), trockene, nicht aufspringende Schließfrüchte, Flugfrüchte bezeichnet. Einige Früchte der Schmetterlingsblütler sind ebenfalls Samaras, obwohl sie in der Familie der Hülsenfrüchtler sind, z. B. die Früchte in der Gattung Myroxylon.
Der Flügel ist ein flächiger, mehr oder weniger häutiger Saum der Frucht, der sich aus der Fruchtwand bildet und als Flugorgan zur Windausbreitung dient. Sie treten zum Beispiel bei Birken, Eschen und Ulmen auf. Es können ein, aber auch mehrere (samaroid) Flügel vorhanden sein, wie bei den Birken, bei der Gattung Combretum in der Familie der Flügelsamengewächse oder beim Rhabarber (Rheum rhabarbarum). Man unterscheidet noch die doppelte Flügelnuss, wie bei den Ahornen (Acer spp.) typisch, oder sogar mehrfache, die jeweils Spaltfrüchte bilden.
Der Ausdruck Samara wurde schon von Plinius für die Früchte der Ulme verwendet. Joseph Gärtner führte den Begriff 1788 in seinem Werk De fructibus et seminibus plantarum in die Botanik der Neuzeit ein.
Es gibt auch Flügelfrüchte (Pseudosamara, Diclesium), bei welchen die Flügel nicht vom Perikarp, sondern von der Blütenhülle oder vom Blütenboden gebildet werden, und die sich mit der Frucht zu einer flugfähigen Diaspore verbinden, z. B. Valven. Auch können Vor- und Deckblätter die Frucht flügelartig umgeben oder sackartig einhüllen, wie bei Dipelta floribunda.
Möglich sind auch „Flügelkapseln“, Kapselfrüchte; hier werden die Samen freigesetzt, wenn sie sich aufteilen, wie bei Dodeana, im Gegensatz zu den Spaltfrüchten der doppelt oder mehrfachen Flügelnüsse.

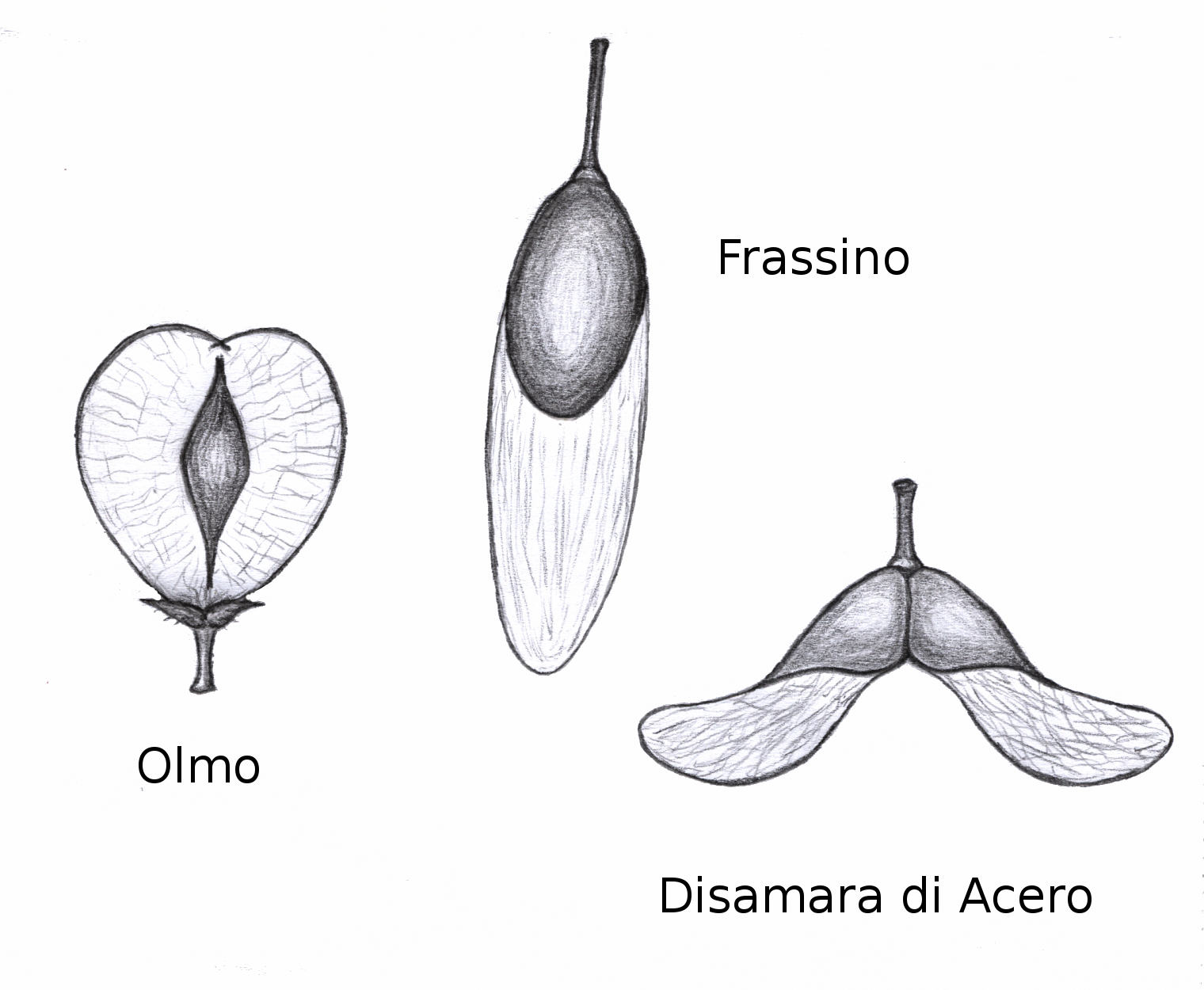
Flügelnüsse der Ulmen, der Eschen und die typische doppelte Flügelnuss der Ahorne
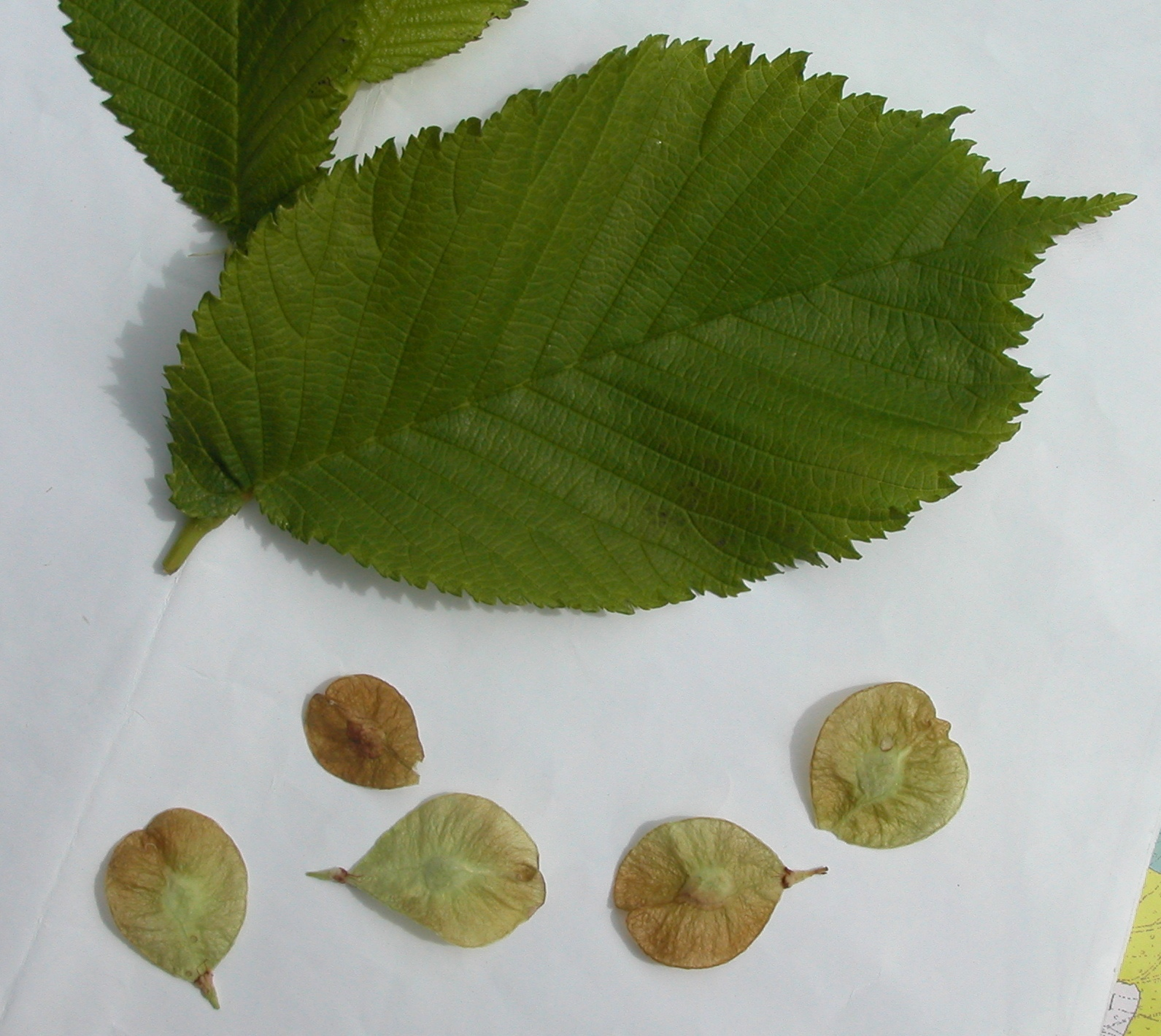
Flügelnüsse und Blätter der Berg-Ulme
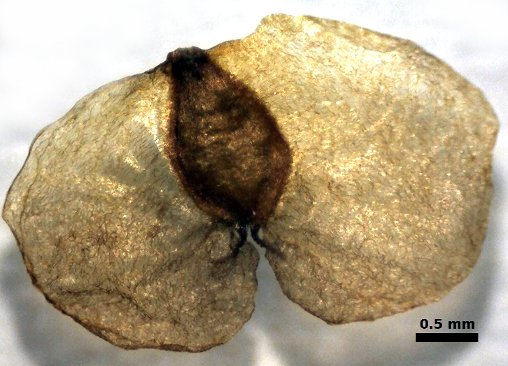
Doppelflüglige Flügelnuss der Birken
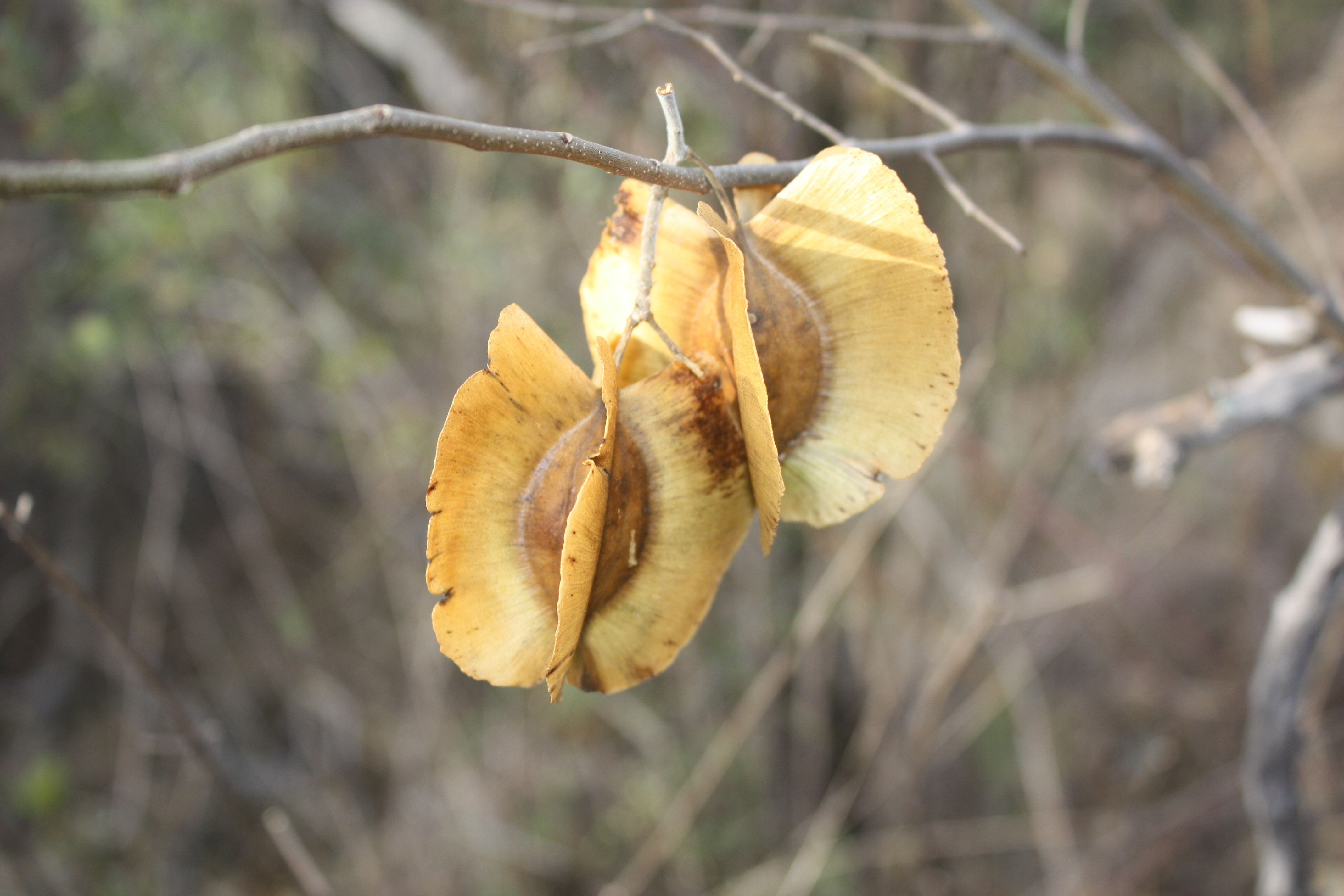
Vierflüglige Flügelnüsse von Combretum zeyheri
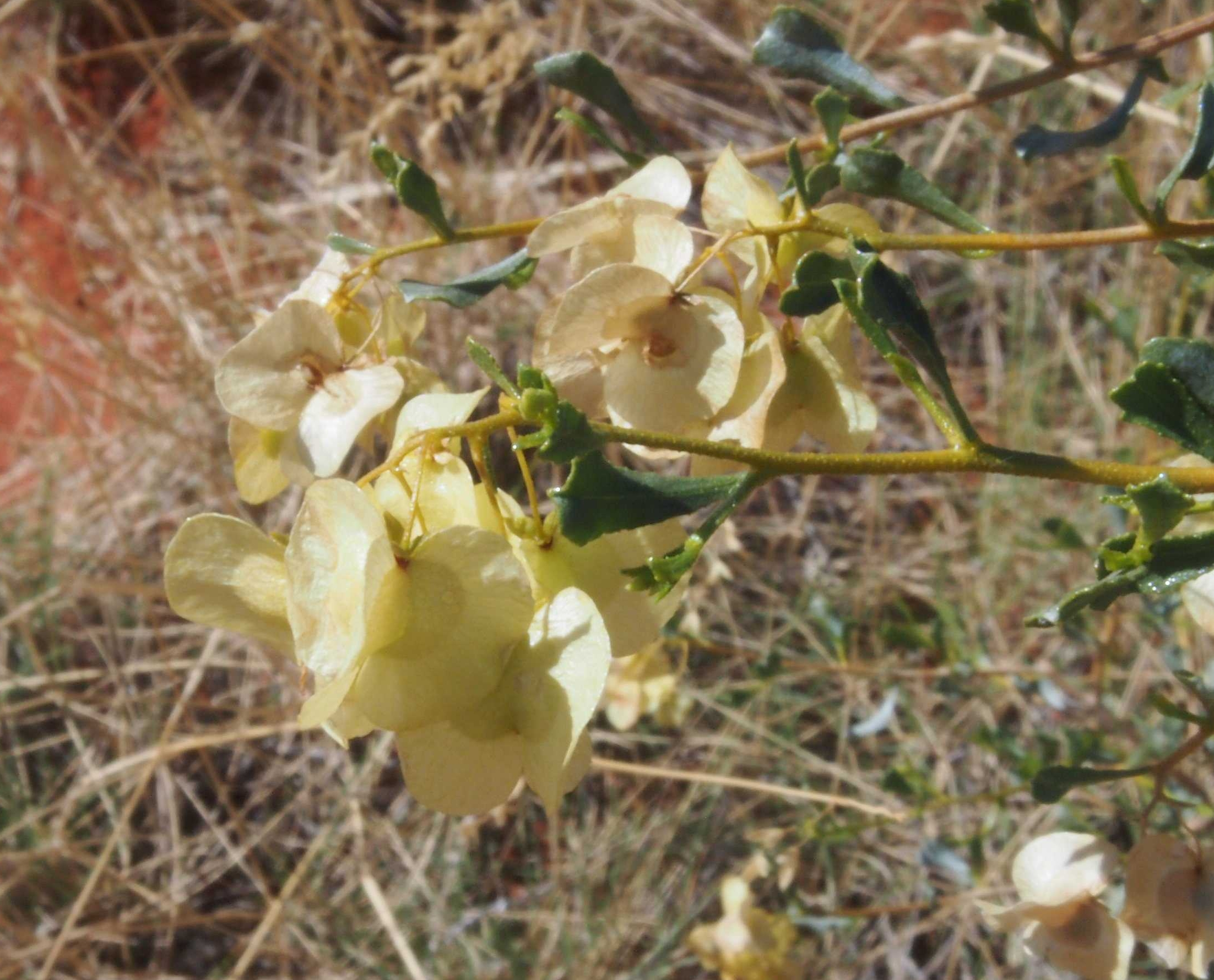
Dreiflüglige „Flügelkapsel“ von Dodonaea coriacea
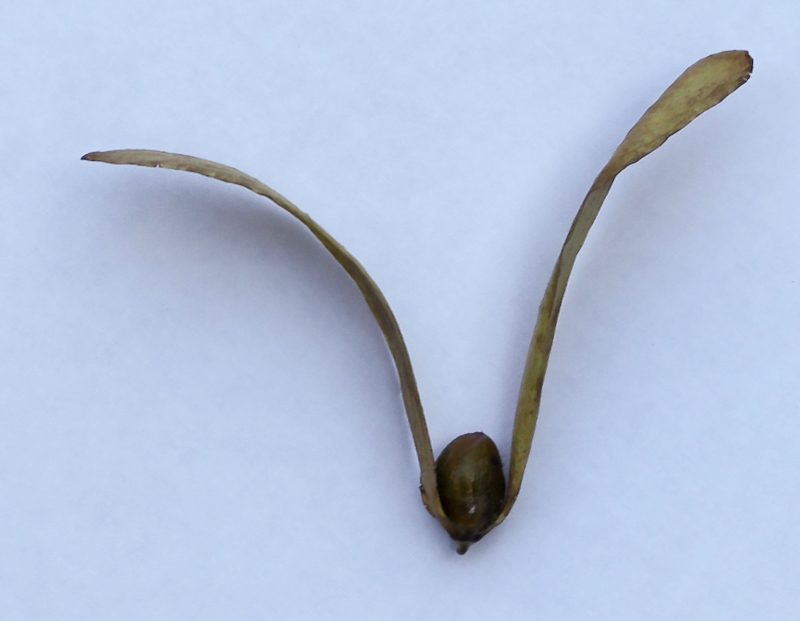
Flügelfrucht (Pseudosamara) von Dipterocarpus bourdilloni mit den zu Flügeln ausgewachsen Kelchblättern
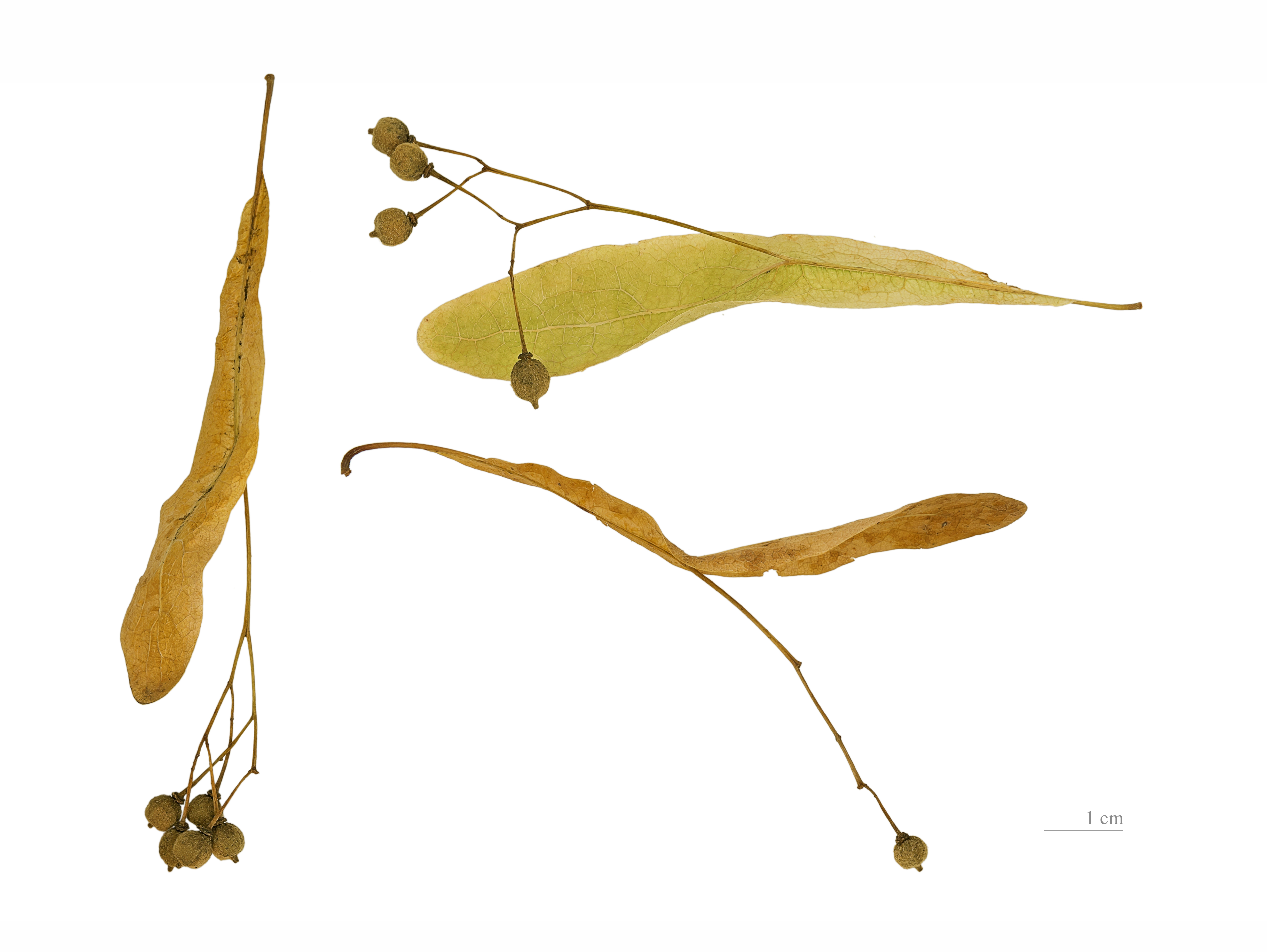
Pseudosamara von Tilia cordata mit dem Deckblatt, das als Flügel dient
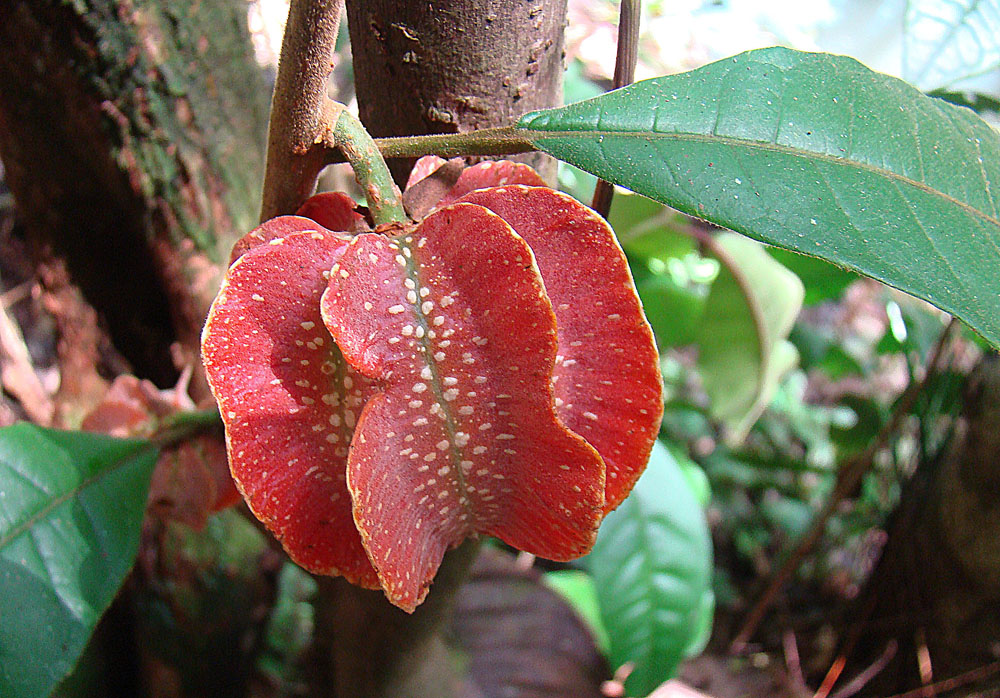
„Flügelkapsel“ von Carpotroche platyptera mit vielen Flügeln

Es können aber auch geflügelte Samen (Flügelsamen) gebildet werden, wie bei der Alsomitra macrocarpa oder bei der Rosa Pandorea (Pandorea jasminoides); hier werden die Flügel aber von der Samenschale (Testa) gebildet und nicht vom Perikarp.
Auch gibt es die Flügelnüsse (Pterocarya), eine Pflanzengattung in der Familie der Walnussgewächse (Juglandaceae), deren Früchte Flügelnüsse sind.
Typisch für die tropischen Regen- und Monsunwälder Asiens sind Bäume aus der Familie der Flügelfruchtgewächse. Vor allem die Flügelfrüchte der besonders fruchtreichen, über das Kronendach reichenden „Urwaldriesen“ können sich auf diese Weise kilometerweit durch den Wind ausbreiten.